# Ocean (Eloy)
Ocean is het zesde studioalbum van de Duitse muziekgroep Eloy. Het zou volgens liefhebbers van de muziek van de band en de progressieve rock hun beste album zijn. Het verkocht ten tijde van uitbrengen meer exemplaren dan gelijksoortige albums van Genesis en Queen uit dat jaar. Het is een conceptalbum geworden over de opkomst en ondergang van Atlantis, maar gaat tegelijkertijd over de (dreigende) ondergang van de mensheid. 
De liefhebbers van punk, een stroming die toen ook opkwam zullen met afschuw hebben gereageerd op dit album: lange tracks, lange soli voor de diverse muziekinstrumenten, mythologisch onderwerp en quasi religieuze teksten; in track 4 zit zelfs droneachtige muziek. Dat ambientachtige onderdeel was een bijdrage van Schmidtchen. Opnamen vonden plaats in de Sound-N-Studio te Keulen gedurende de maanden augustus en september 1977.
Het album wordt voorafgegaan door een voorwoord:
- Worlds atomize and oceans evaporate in eternity!""
- "Man erects of the darkness, laughs into the glimmering light and disappears..."

## Musici
- Frank Bornemann – zang, gitaar
- Klaus-Peter Matziol – Rickenbacker basgitaar, zang
- Detlev Schmidtchen – toetsinstrumenten, gitaar, zang
- Jürgen Rosenthal – slagwerk en percussie
- The Boys of Santiago – koor op track 1.

## Tracklist
Alle muziek van Eloy, teksten van Rosenthal.

| Nr. | Titel                    | Duur  |
| --- | ------------------------ | ----- |
| 1.  | Poseidon’s creation      | 11:38 |
| 2.  | Incarnation of the Logos | 8:25  |

| Nr. | Titel                                                         | Duur  |
| --- | ------------------------------------------------------------- | ----- |
| 1.  | Decay of the Logos                                            | 8:15  |
| 2.  | Atlantis’ agony at june 5th – 8498, 13 pm Gregorian Earthtime | 15:35 |

In 1998 volgde Ocean 2 - The answer. 